# David Giuntoli

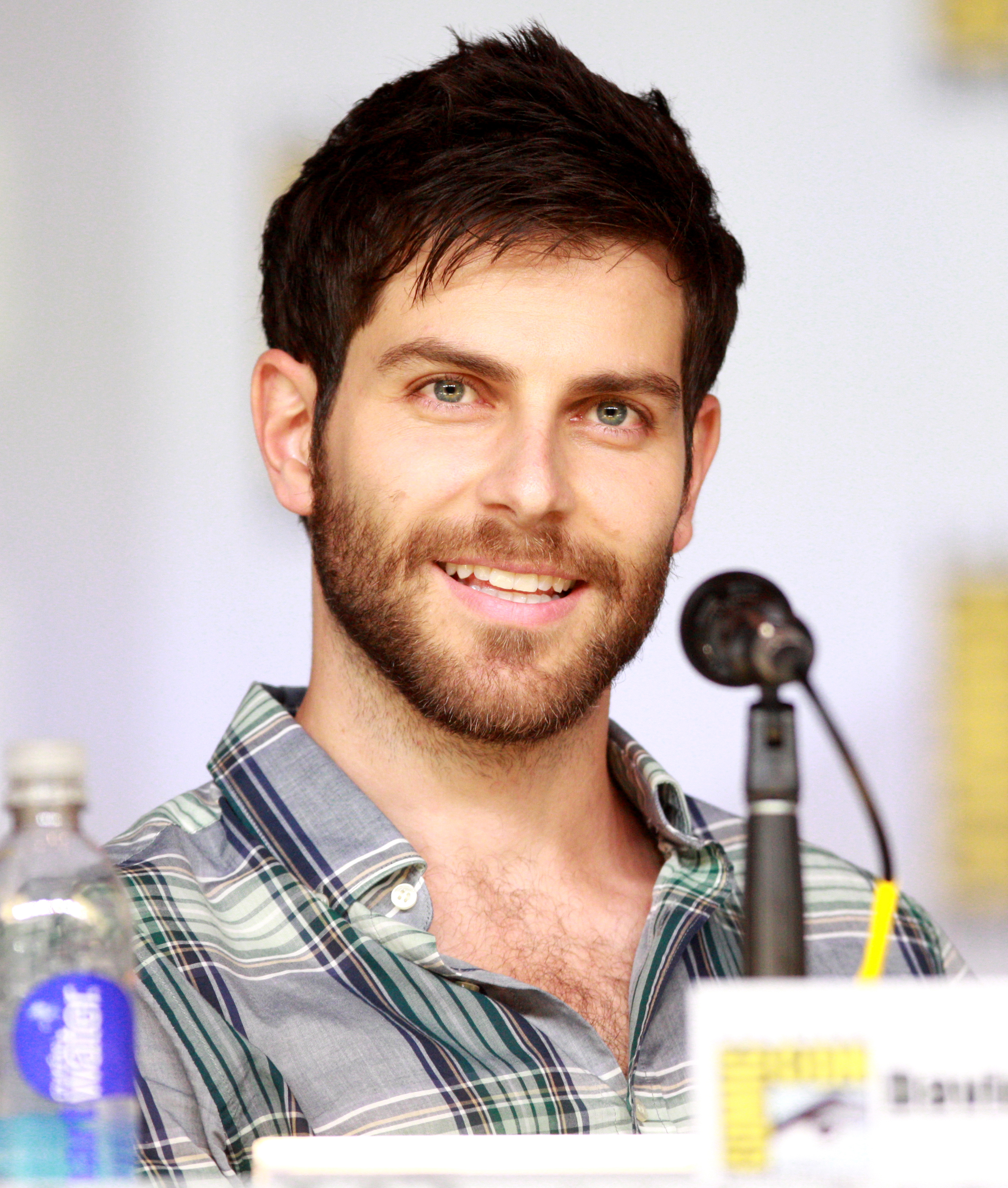
David Giuntoli bei der Comic-Con 2013

David Giuntoli (* 18. Juni 1980 in Milwaukee, Wisconsin) ist ein US-amerikanischer Schauspieler, der in verschiedenen Fernsehserien und Filmen wie 13 Hours: The Secret Soldiers of Benghazi zu sehen war. Er ist besonders bekannt für die Hauptrolle des Nick Burkhardt in der Fantasy-Serie Grimm.

## Leben und Karriere
Im Jahr 2003 bekam David seinen ersten Eindruck von der Schauspielerei. Er wurde laut seiner Aussage in einer Bar von Castingagenten von MTV entdeckt. Er wurde für drei Monate für die MTV Reality-Show Road Rules: South Pacific engagiert. Zudem hatte er einen Auftritt in der siebten Staffel von Real World/Road Rules Challenge.
Nach einem abgebrochenen Finanzstudium zog Giuntoli im Jahr 2007 nach Los Angeles und begann eine Schauspielausbildung unter Christopher Fields an der Echo Theater Company. Er wurde für einzelne Episoden bekannter Fernsehserien wie Nip/Tuck – Schönheit hat ihren Preis, Veronica Mars, Grey’s Anatomy, Ghost Whisperer – Stimmen aus dem Jenseits, Without a Trace – Spurlos verschwunden und Cold Case – Kein Opfer ist je vergessen engagiert. Von 2011 bis 2017 spielte er die Hauptrolle in der Fantasy-Serie Grimm.
Im Dezember 2014 bestätigte Bitsie Tulloch die Beziehung zu ihrem Grimm-Co-Star Giuntoli. Im April 2016 verlobten sie sich.

## Filmografie (Auswahl)
Fernsehen
- 2003: Road Rules
- 2003: Real World/Road Rules Challenge
- 2007: Ghost Whisperer – Stimmen aus dem Jenseits (Episode: The Walk-In)
- 2007: Veronica Mars (Episode: Un-American Graffiti)
- 2008: Nip/Tuck – Schönheit hat ihren Preis (Episode: August Walden)
- 2008: Grey’s Anatomy (Episode: The Becoming)
- 2008: Privileged (5 Episoden)
- 2008: Eli Stone (2 Episoden)
- 2008: Without a Trace – Spurlos verschwunden (Episode: Push Comes to Shove)
- 2008: Cold Case – Kein Opfer ist je vergessen (Episode: Wings)
- 2009: U.S. Attorney
- 2010: The Quinn-tuplets
- 2010: Private Practice (Episode: In or Out)
- 2011–2017: Grimm
- 2013: Key & Peele
- 2018–2023: A Million Little Things
- 2025: High Potential (Episode: Let's Play)

Kinofilme
- 2010: Turn the Beat around
- 2011: 6 Month Rule
- 2012: Caroline and Jackie
- 2016: 13 Hours: The Secret Soldiers of Benghazi
- 2016:	Buddymoon